# 城楞子古城址
城楞子古城址，位于中国吉林省梨树县东河镇王平房村，为一个省级文物保护单位，类型为古城址，公布时间为2007年5月31日。该文物保护单位由梨树县文管所管理。
城楞子古城址的历史年代为辽—金。